# Hopewell (Virginia)
Hopewell ist eine unabhängige Stadt im US-Bundesstaat Virginia Obwohl sie unabhängig ist, wird sie oft zum Prince George County gezählt. Hopewell hatte 23.033 Einwohner (Stand 2020).
Die Fläche beträgt 28 km², davon sind 26,5 km² Land und 1,5 km² (5,36 %) Wasser. Die Stadt liegt auf einer Höhe von 15,2 m.
Bürgermeister ist Steven R. Taylor.

## Einwohnerentwicklung
| Jahr | Einwohner¹ |
| ---- | ---------- |
| 1980 | 23.397     |
| 1990 | 23.101     |
| 2000 | 22.354     |
| 2010 | 22.591     |
| 2020 | 23.033     |

¹ 1980 - 2020: Volkszählungsergebnisse

## Wirtschaft
WestRock betreibt in der Stadt ein Werk für Wellpappe.

## Persönlichkeiten
- Guy Peters (* 1944), Politikwissenschaftler und Hochschullehrer